# Villa Marie-Mirande
La Villa Marie-Mirande est une maison de style Art nouveau édifiée par l'architecte Victor Tinant au numéro 11 de l'avenue de Selliers de Moranville à Berchem-Sainte-Agathe, une commune de Bruxelles, en Belgique.

## Historique

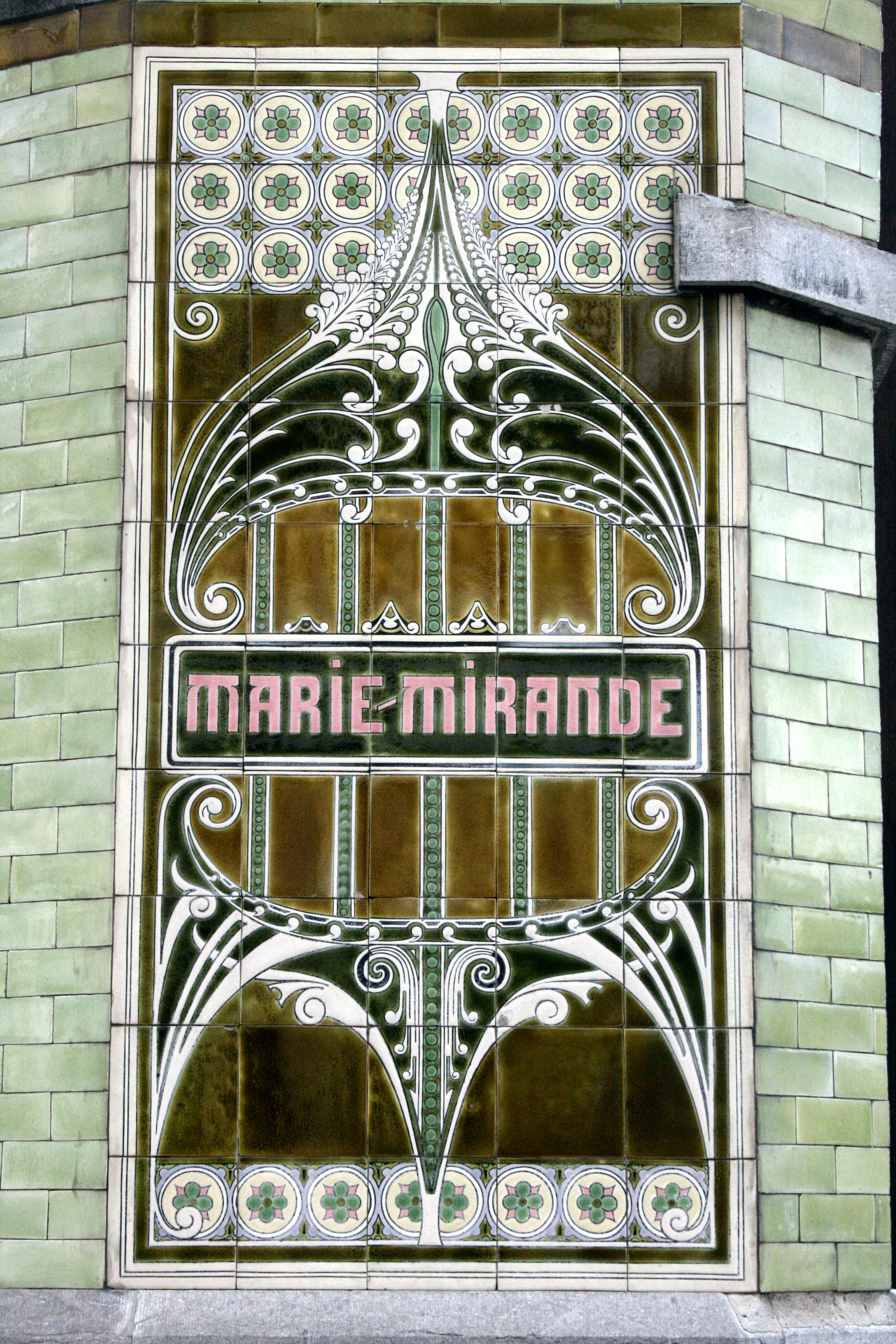
Détail.

La maison est édifiée par Victor Tinant en 1912 pour le faïencier et céramiste berchemois Guillaume Janssens.
Sa façade est décorée de céramiques par son propriétaire, Guillaume Janssens, qui lui donne le nom de sa fille Marie-Mirande,. Guillaume Janssens fabriqua lui-même les carrelages de la façade avec l'aide de l'ouvrier Henri Kerrels.
Elle fait l'objet d'un classement au titre des monuments historiques depuis le 8 août 1988,. Elle est la seule maison classée de la commune,.

## Description
La Villa Marie-Mirande présente une façade entièrement couverte de céramiques,,, une « façade-affiche » qui constitue un catalogue de ce que proposait la manufacture Janssens (enseignes, tableaux, frises, etc.). Le soubassement est couvert de carreaux de céramiques de couleur bleue unie tandis que le reste de la façade est constitué de carreaux historiés et de carreaux verts.
La maison est un édifice asymétrique, comme beaucoup d'édifices de style Art nouveau. La travée de gauche intègre une porte d'entrée très simple, sommée d'un arc surbaissé aux claveaux de céramique de couleur alternativement verte et brune.
Le rez-de-chaussée présente, au niveau de la travée de droite comporte,une double fenêtre dont les deux parties sont séparées par une colonne en pierre bleue dont le fût porte en son milieu un anneau torique.
Séparé du rez-de-chaussée par un puissant cordon de pierre, le premier étage présente, à droite, un oriel (bow-window) en pierre bleue percé de trois fenêtres et, à gauche, une simple fenêtre rectangulaire.
Le dernier niveau est orné d'une baie géminée à colonnette de pierre et à arcs cintrés, inscrite sous un grand arc en plein cintre porté par deux pilastres et surmontée d'une flèche pyramidale couverte d'ardoises.
L'intérieur, que l'on ne peut pas visiter, est également décoré de panneaux céramiques.